# Iota Lyrae
Désignations
Iota Lyrae (en abrégé ι Lyr) est une étoile binaire de cinquième magnitude de la constellation boréale de la Lyre. D'après la mesure de sa parallaxe annuelle par le satellite Gaia, le système est distant d'environ ∼ 960 a.l. (∼ 294 pc) de la Terre. Il se rapproche du Système solaire à une vitesse radiale d'environ −26 km/s.
Iota Lyrae est une étoile binaire visuelle avec une orbite calculée d'une période de 27,9 ans et d'une excentricité de 0,78. Le Sixth Catalog of Orbits of Visual Binary Stars (2014) donnait une orbite nettement plus longue, avec une période de 217 ans, mais de nouvelles observations réalisées en 2016-2017 puis en 2022 n'étaient pas compatibles avec cette ancienne proposition. Plus généralement, le système reste à étudier sur une plus longue période afin d'améliorer la détermination de son orbite.
La composante primaire, désignée Iota Lyrae A, est une sous-géante bleu-blanc de type spectral B5IV. C'est une étoile Be, qui montre des raies en émission dans son spectre, et qui tourne rapidement sur elle-même, à une vitesse de rotation projetée de 224 km/s. C'est également une étoile variable dont la magnitude apparente varie entre 5,24 et 5,33 selon une période de 11,18 heures. Elle est estimée être 5,2 fois plus massive que le Soleil et être âgée de 168 millions d'années. Son rayon est 6,7 fois plus grand que le rayon solaire, elle est 854 fois plus lumineuse que le Soleil et sa température de surface est de 12 059 K.
Son compagnon, Iota Lyrae B, est moins brillant que Iota Lyrae A d'environ 1,5 magnitude. C'est possiblement une étoile bleu-blanc de la séquence principale de type spectral B8V.